# Cruz Gorda, Michoacán de Ocampo
Cruz Gorda är en ort i Mexiko.   Den ligger i kommunen Tacámbaro och delstaten Michoacán de Ocampo, i den södra delen av landet, 250 km väster om huvudstaden Mexico City. Cruz Gorda ligger 2 735 meter över havet och antalet invånare är 337.
Terrängen runt Cruz Gorda är kuperad, och sluttar söderut. Runt Cruz Gorda är det ganska tätbefolkat, med 80 invånare per kvadratkilometer. Närmaste större samhälle är Pátzcuaro, 18,9 km nordväst om Cruz Gorda. I omgivningarna runt Cruz Gorda växer huvudsakligen savannskog.